# Nischnjaja Omka
Nischnjaja Omka (russisch Ни́жняя О́мка) ist ein Dorf (selo) in der Oblast Omsk in Russland mit 4821 Einwohnern (Stand 14. Oktober 2010).

## Geographie
Der Ort liegt etwa 110 km Luftlinie ostnordöstlich des Oblastverwaltungszentrums Omsk im westlichen Teil der Barabasteppe. Er befindet sich am rechten Ufer des Irtysch-Nebenflusses Om, unterhalb der Einmündung des rechten Zuflusses Atschairka.
Nischnjaja Omka ist Verwaltungszentrum des Rajons Nischneomski sowie Sitz der Landgemeinde Nischneomskoje selskoje posselenije, zu der außerdem die Dörfer Kamyschinka (8 km westlich), Kaburly, Lawrino, Pridoroschnoje (entsprechend 20, 14 und 8 km westsüdwestlich) und Wischnjowka (3 km nordöstlich) gehören.

## Geschichte
Das Dorf wurde 1765 von Umsiedlern und Verbannten vom Dnepr und aus dem Wolgagebiet gegründet. Der Ortsname bezieht sich, ebenso wie die im 19. Jahrhundert alternativ gebräuchliche Form Nischne-Omskaja auf die Lage am Unterlauf der Om, russisch Nischnjaja Om für „Untere Om“.
Ab 25. Mai 1925 gehörte Nischnjaja Omka zum neu geschaffenen Jelanski rajon mit Sitz im 30 km nordwestlich gelegenen Jelanka (damals auch Jelanskoje, heute im Ust-Tarkski rajon der benachbarten Oblast Nowosibirsk). Mit der Auflösung des Rajons zum 10. Dezember 1932 kam das Dorf zum Ikonnikowski rajon, der ab 1936 Gorkowski rajon heißt, wie auch sein knapp 40 km westlich von Nischnjaja Omka gelegenes Rajonzentrum dementsprechend Gorkowskoje. Mit der Ausgliederung eines nach ihm benannten eigenständigen Rajons wurde Nischnjaja Omka 1940 dessen Verwaltungssitz.

### Bevölkerungsentwicklung
| Jahr | Einwohner |
| ---- | --------- |
| 1897 | 994       |
| 1959 | 1878      |
| 1970 | 2983      |
| 1979 | 4095      |
| 1989 | 5361      |
| 2002 | 5310      |
| 2010 | 4821      |

Anmerkung: Volkszählungsdaten

## Verkehr
Das Dorf liegt an der Regionalstraße 52K-2, die von Omsk kommend zur gut 20 km nordwestlich von Nischnjaja Omka verlaufenden Grenze zu Oblast Nowosibirsk führt, und dort weiter als 50K-22 über Ust-Tarka und Wengerowo nach Kuibyschew. Diese Straße war bis in die 1990er-Jahre Teil der alten Trasse der föderalen Fernstraße M51, heute R254 Irtysch. Zur neuen, gut 40 km südlich verlaufenden Trasse der R254, die Tscheljabinsk über Omsk mit Nowosibirsk verbindet, führt von Nischnaja Omka die 52N-270, die oberhalb des Dorfes die Om überquert (im weiteren Verlauf 52N-100). Die R254 wird kurz hinter dem Dorf Iwanowka erreicht, wo sich auch die nächstgelegene Bahnstation Kolonija an der Transsibirischen Eisenbahn befindet.